# Saison 2013-2014 du Magic d'Orlando
La saison 2013-2014 du Magic d'Orlando est la 25e saison au sein de la National Basketball Association (NBA).

## Draft
| Tour | Choix | Joueur         | Poste | Nationalité | Provenance |
| ---- | ----- | -------------- | ----- | ----------- | ---------- |
| 1    | 2     | Victor Oladipo | SG    | États-Unis  | Indiana    |
| 2    | 51    | Romero Osby    | SF    | États-Unis  | Oklahoma   |

## Classements de la saison régulière
| Conférence Est | Conférence Est         | Conférence Est | Conférence Est | Conférence Est | Conférence Est | Conférence Est | Conférence Est |
| No             | Franchise              | Vic.           | Déf.           | MJ             | % V/D          | RV             |                |
| -------------- | ---------------------- | -------------- | -------------- | -------------- | -------------- | -------------- | -------------- |
| 1              | Pacers de l'Indiana    | 56             | 26             | 82             | 68,30 %        | -              |                |
| 2              | Heat de Miami          | 54             | 28             | 82             | 65,90 %        | 2,0            |                |
| 3              | Raptors de Toronto     | 48             | 34             | 82             | 58,50 %        | 8,0            |                |
| 4              | Bulls de Chicago       | 48             | 34             | 82             | 58,50 %        | 8,0            |                |
| 5              | Wizards de Washington  | 44             | 38             | 82             | 53,70 %        | 12,0           |                |
| 6              | Nets de Brooklyn       | 44             | 38             | 82             | 53,70 %        | 12,0           |                |
| 7              | Bobcats de Charlotte   | 43             | 39             | 82             | 52,40 %        | 13,0           |                |
| 8              | Hawks d'Atlanta        | 38             | 44             | 82             | 46,30 %        | 18,0           |                |
|                |                        |                |                |                |                |                |                |
| 9              | Knicks de New York     | 37             | 45             | 82             | 45,10 %        | 19,0           |                |
| 10             | Cavaliers de Cleveland | 33             | 49             | 82             | 40,20 %        | 23,0           |                |
| 11             | Pistons de Détroit     | 29             | 53             | 82             | 35,40 %        | 27,0           |                |
| 12             | Celtics de Boston      | 25             | 57             | 82             | 30,50 %        | 31,0           |                |
| 13             | Magic d'Orlando        | 23             | 59             | 82             | 28,00 %        | 33,0           |                |
| 14             | 76ers de Philadelphie  | 19             | 63             | 82             | 23,20 %        | 37,0           |                |
| 15             | Bucks de Milwaukee     | 15             | 67             | 82             | 18,30 %        | 41,0           |                |

| Division Sud-Est     | V  | D  | MJ | % V/D   | GB   | Dom   | Ext   | Div  | Conf  |
| -------------------- | -- | -- | -- | ------- | ---- | ----- | ----- | ---- | ----- |
| Heat de Miami        | 54 | 28 | 82 | 65,90 % | -    | 32-9  | 22-19 | 12-4 | 34-18 |
| Washington Wizards   | 44 | 38 | 82 | 53,70 % | 10,0 | 22-19 | 22-19 | 10-6 | 33-19 |
| Bobcats de Charlotte | 43 | 39 | 82 | 52,40 % | 11,0 | 25-16 | 18-23 | 6-10 | 30-22 |
| Hawks d'Atlanta      | 38 | 44 | 82 | 46,30 % | 16,0 | 24-17 | 14-27 | 8-8  | 28-24 |
| Magic d'Orlando      | 23 | 59 | 82 | 28,00 % | 31,0 | 19-22 | 4-37  | 4-12 | 17-35 |

## Effectif
| Effectif du Magic d'Orlando 2013-2014 |
| --- |
| 1 Doron Lamb • 2 Kyle O'Quinn • 3 Dewayne Dedmon • 4 Arron Afflalo • 5 Victor Oladipo (C) • 9 Nikola Vučević • 10 Ronnie Price • 12 Tobias Harris • 14 Jameer Nelson (C) • 21 Maurice Harkless • 44 Andrew Nicholson • 54 Jason Maxiell • 55 E'Twaun MooreEntraîneur : Jacque Vaughn |

## Transactions

### Agents libres
| Arrivées         | Arrivées             | Arrivées                       |
| Joueur           | Date de la signature | Ancienne équipe                |
| ---------------- | -------------------- | ------------------------------ |
| Jason Maxiell    | 18 juillet           | Detroit Pistons                |
| Ronnie Price     | 25 juillet           | Portland Trail Blazers         |
| Mickell Gladness | 27 septembre         | Santa Cruz Warriors (D-League) |
| Manny Harris     | 27 septembre         | BC Azovmash (Ukraine)          |
| Solomon Jones    | 27 septembre         | New York Knicks                |
| Kris Joseph      | 27 septembre         | Boston Celtics                 |

| Départs       | Départs              | Départs            |
| Joueur        | Date de la signature | Nouvelle équipe    |
| ------------- | -------------------- | ------------------ |
| Beno Udrih    | 8 août               | New York Knicks    |
| Al Harrington | 14 août              | Washington Wizards |
| DeQuan Jones  | 29 septembre         | Sacramento Kings   |